# Eka Thoden van Velzen
Eka Louise (Eka) Thoden van Velzen (Limapuluh, 3 augustus 1915 – Doorwerth, 17 november 1993) was een Nederlands schilder en beeldhouwer.

## Familie
Thoden van Velzen, lid van de familie Thoden van Velzen, was een dochter van arts Petrus Thoden van Velzen (1880-1934) en Margaretha Wilhelmina Soumokil (1887-1959). Zij trouwde in 1955 met de letterkundige Cees Kelk (1901-1981) met wie zij een zoon kreeg.

## Werk
Thoden van Velzen volgde haar opleiding bij Ateliers '63 in Haarlem. Ze was een leerlinge van Mari Andriessen, Nic Jonk en Hans Verhulst. Aanvankelijk was ze schilder, later beeldhouwer. Ze signeerde ook met de naam "Eka". Ze maakte figuurvoorstellingen en portretten. Een bronzen beeld van haar hand, Dans van jonge voeten uit 1972, bevindt zich aan de Lauwersgracht (eigenlijk een vijver tussen de beide Eusebiussingels) in Arnhem.